# Landdag van Tirol
De Landdag van Tirol (Duits: Tiroler Landtag) is het parlement van de Oostenrijkse deelstaat Tirol. In 1860 werden de bevoegdheden van de landdag wettelijk vastgelegd. In haar huidige vorm ontstond de landdag in 1920 nadat ten tijde van de Eerste Oostenrijkse Republiek het zuidelijk deel van Tirol aan Italië was afgestaan.
De landdag telt 36 afgevaardigden die om de vijf jaar worden gekozen. Als parlement heeft ze wetgevende macht en kiest zowel de regering van de deelstaat als de gouverneur (Landeshauptmann). Ook kiezen de afgevaardigden uit hun midden een voorzitter. De laatste landdagverkiezingen vonden op 25 september 2022 plaats.

## Samenstelling Tiroler Landdag (2022–2027)
| Partij | Partij | Partij                                                      | %     | Zetels | Verschil |
| ------ | ------ | ----------------------------------------------------------- | ----- | ------ | -------- |
|        |        | Österreichische Volkspartei (ÖVP) Tiroler Volkspartei (TVP) | 34,7% | 14     | 3        |
|        |        | Sozialdemokratische Partei Österreichs (SPÖ)                | 17,5% | 7      | 1        |
|        |        | Freiheitliche Partei Österreichs (FPÖ)                      | 18,8% | 7      | 2        |
|        |        | Die Grünen - Die Grüne Alternative (GRÜNE)                  | 9,2%  | 3      | 1        |
|        |        | Liste Fritz Drinkhauser (FRITZ)                             | 9,9%  | 3      | 1        |
|        |        | Das Neue Österreich (NEOS)                                  | 6,3%  | 2      | 0        |
|        |        | Overige partijen                                            | 3,6%  | 0      | 0        |
| Totaal | Totaal |                                                             | 100%  | 36     |          |

## Parlementsgebouw

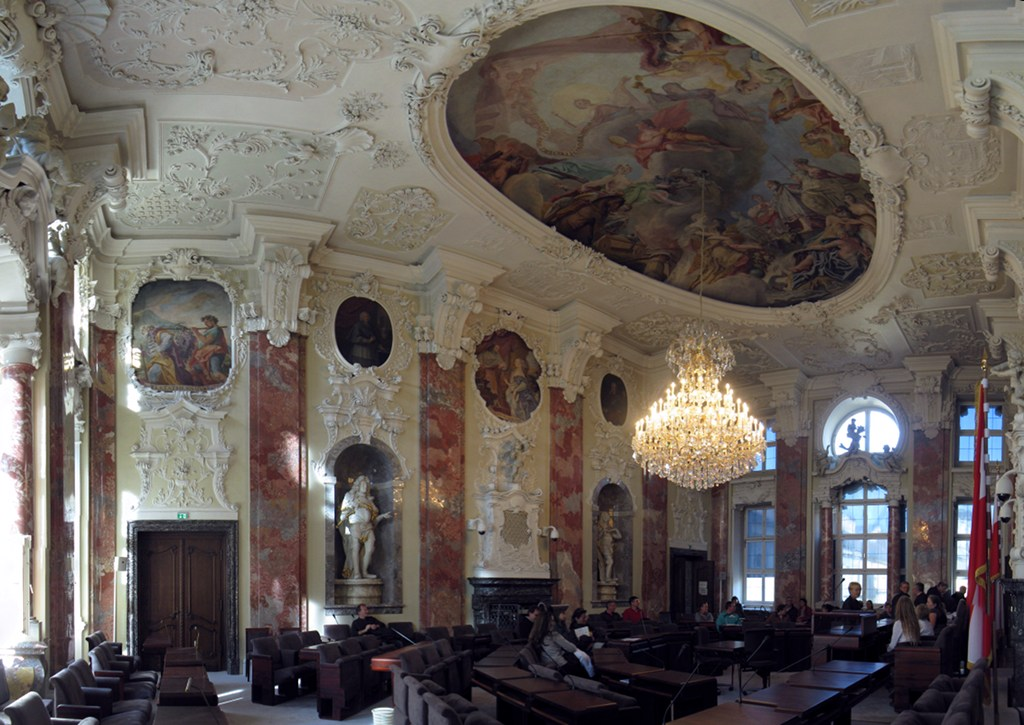
Zittingszaal in het Altes Landhaus

De Landdag van Tirol zetelt in het Altes Landhaus in de hoofdstad van de deelstaat, Innsbruck. Het gebouw werd gebouwd tussen 1725 en 1727 in barokstijl.